# Richard T. Schulze

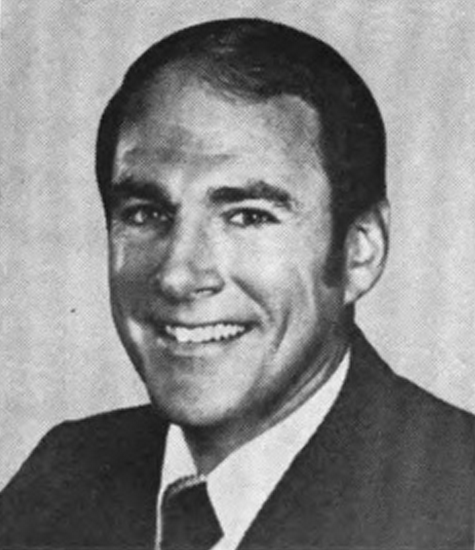
Richard T. Schulze

Richard Taylor Schulze (* 7. August 1929 in Philadelphia, Pennsylvania) ist ein ehemaliger US-amerikanischer Politiker. Zwischen 1975 und 1993 vertrat er den Bundesstaat Pennsylvania im US-Repräsentantenhaus.

## Werdegang
Richard Schulze besuchte bis Februar 1948 die Haverford High School. In den Jahren 1948 und 1949 studierte er an der University of Houston. Seit 1950 handelte er in Paoli mit Haushaltsgeräten. Zwischen 1951 und 1953 diente er in der US Army. In den Jahren 1967 bis 1969 war er am Bezirksgericht im Chester County angestellt. Bis 1968 setzte er außerdem seine Ausbildung mit Studiengängen unter anderem an der Temple University fort. Politisch schloss er sich der Republikanischen Partei an. Von 1969 bis 1974 saß er als Abgeordneter im Repräsentantenhaus von Pennsylvania.
Bei den Kongresswahlen des Jahres 1974 wurde Schulze im fünften Wahlbezirk von Pennsylvania in das US-Repräsentantenhaus in Washington, D.C. gewählt, wo er am 3. Januar 1975 die Nachfolge von John H. Ware antrat. Nach acht Wiederwahlen konnte er bis zum 3. Januar 1993 neun Legislaturperioden im Kongress absolvieren. Er war zeitweise Mitglied im Committee on Ways and Means und im Streitkräfteausschuss. 1992 verzichtete er auf eine weitere Kandidatur.
Nach seiner Zeit im US-Repräsentantenhaus war Richard Schulze einer der Berater der den Republikanern nahestehenden Firma Valis Associates. Heute lebt er in Arlington (Virginia) und Windermere (Florida). Er ist zum zweiten Mal verheiratet und hat vier erwachsene Kinder. 